# Streptocarpus breviflos
Streptocarpus breviflos är en tvåhjärtbladig växtart som först beskrevs av Charles Baron Clarke, och fick sitt nu gällande namn av Charles Baron Clarke. Streptocarpus breviflos ingår i släktet Streptocarpus och familjen Gesneriaceae. Inga underarter finns listade i Catalogue of Life.